# Alonso Fernández de Lugo

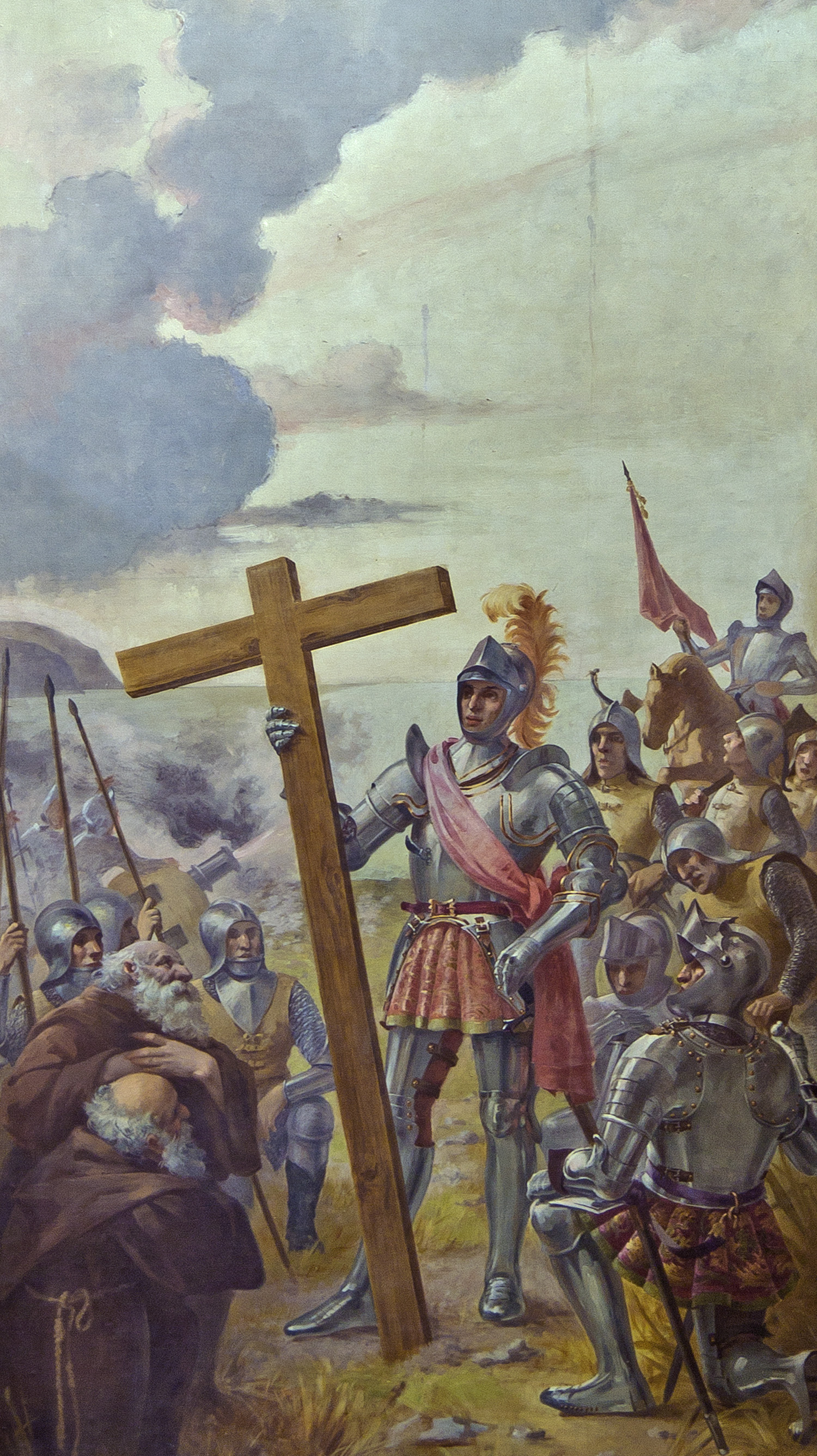
Das Bild „El desembarco“ stellt die Landung Alonso Fernández de Lugos auf der Insel Teneriffa aus der Sicht des beginnenden 20. Jahrhunderts dar.

Alonso Fernández de Lugo y de las Casas (* um 1456 in Sanlúcar de Barrameda, Spanien; † 20. Mai 1525 in San Cristóbal de La Laguna) war ein kastilischer Eroberer und Kolonisator. Sein offizieller Titel war Adelantado de las Islas Canarias, Capitán General de la costa de África desde cabo de Guer hasta el de Bajador.

## Leben

### Herkunft
Alonso Fernández de Lugo war der Sohn der Eheleute Pedro Fernandez de Lugo Señorino und Inés de las Casas. Er hatte einen älteren Bruder, Pedro und zwei jüngere Schwestern, Inés und Isabel. Nachkommen der Geschwister wurden später in bedeutende Verwaltungsstellen auf den Kanarischen Inseln berufen. Die Familie hatte enge persönliche und wirtschaftliche Beziehungen zu wichtigen Persönlichkeiten in Sevilla und Genua.
Von seinem Leben bis zum Jahr 1478 ist wenig bekannt.

### Gran Canaria
Am 24. Juni 1478 landeten Truppen aus dem Königreich Kastilien unter der Führung von Juan Rejón und Juan Bermudez auf der Insel Gran Canaria. Die Kastilier beherrschten nach kurzer Zeit einen großen Teil der Insel, als sich ein Streit zwischen dem Eroberer und Gouverneur Juan Rejon und Juan Bermudez entwickelte. Die Katholischen Könige schickten am 27. August 1478 Pedro de Algaba als neuen Gouverneur auf die Insel. Dieser ließ Juan Rejon festnehmen und nach Kastilien vor das Gericht der Königin Isabella bringen. Im Gefolge des neuen Gouverneurs kam Alonso Fernández de Lugo nach Gran Canaria. Die Ehefrauen von Pedro de Algaba und Alonso Fernández de Lugo waren Schwestern. Nachdem das königliche Gericht Juan Rejon freigesprochen hatte, kehrte dieser nach Gran Canaria zurück und ließ Pedro de Algaba töten. Die Rückkehr von Juan Rejon auf die Insel hatte für Alonso Fernández de Lugo keine negativen Folgen. Er beteiligte sich weiter an Feldzügen zur Eroberung des Restes der Insel. Im Juni 1481 wurde Juan Rejon auf der Insel Gomera ermordet.
Als der neue Gouverneur Pedro de Vera 1481 eine Festungsanlage in Agaete errichten ließ, ernannte er Alonso Fernández de Lugo zum Festungskommandanten. Die Festung war mit einer Besatzung von 50 Mann und zehn Pferden ausgestattet. Für seine hervorragenden Leistungen bei der Eroberung der Insel erhielt Alonso Fernández de Lugo eine Fläche Land, die rund dreimal so groß war wie heute das Fürstentum Monaco. Er ließ Bewässerungsanlagen anlegen, und Zuckerrohr anbauen, zu dessen Verarbeitung er eine Zuckerfabrik errichten ließ. Mit diesen Siedlungsmaßnahmen, weit entfernt von der Hauptstadt der Insel, gilt er als der erste spanische Kolonisator. Im Jahr 1483 wurde die Eroberung der Insel Gran Canaria als abgeschlossen erklärt.
Im Jahr 1490 verstarb seine erste Frau Catalina Suárez Gallinato, mit der er drei Kinder hatte: Pedro, Fernando und Beatriz.

### La Palma
Ein königlicher Erlass vom 2. Februar 1492 gewährte Alonso Fernández de Lugo das Recht, die Insel La Palma (damals: San Miguel de La Palma) zu erobern. Dieses Recht war zuvor bereits Juan Rejon gewährt worden, ohne dass er von diesem Recht Gebrauch machen konnte. In einer weiteren Urkunde (Cedula) garantierten die Katholischen Könige Alonso Fernández de Lugo das Recht, lebenslang als Gouverneur die Regierung über La Palma auszuüben, wenn er die Insel einnehmen könne. Alonso Fernández de Lugo stellte mit finanzieller Hilfe von Geldgebern aus Sevilla eine Truppe zusammen, die im August 1492 auf der Insel landete. Bereits im September 1492 konnte er, ohne dass es zu Kämpfen kam, mit einem Teil der zwölf Stammesfürsten in Tazacorte ein Übereinkommen erzielen, in dem diese Königin Isabella I. als ihre Oberherrin anerkannten. Sie zeigten sich auch bereit zum Christentum überzutreten. Nach einigen Kämpfen ergaben sich im April 1493 auch die restlichen Stammesfürsten mit Ausnahme von Tanausú, dem Fürsten von Aceró, der weiterhin Widerstand leistete. Alonso Fernández de Lugo bot im Mai 1493 Tanausú einen Waffenstillstand an, auf den dieser einging. Als Tanausú sein Gebiet verließ, um zu verhandeln, wurde er von den Kastiliern gefangen genommen. Er verstarb auf dem Transport nach Spanien durch Verweigerung der Nahrungsaufnahme.
Nach der Unterwerfung der Insel La Palma übernahm Alonso Fernández de Lugo entsprechend der Verträge mit der Krone von Kastilien die Herrschaft als Gouverneur. Als Stellvertreter setzte er seinen Neffen Juan Fernández de Lugo ein. Der blieb in der Folgezeit zwar offiziell als Stellvertreter, de facto aber Gouverneur der Insel. Er verteilte auch das Land der Insel unter die Mitkämpfer und Geldgeber. Dies wurde Alonso Fernández de Lugo zwar in den Verträgen mit der Krone zugestanden, aber erst nachträglich am 28. Februar 1486 durch einen königlichen Erlass legalisiert. Das in den Verträgen vereinbarte Recht auf einen Anteil an den Gefangenen und an dem Vieh nutzte Alonso Fernández de Lugo, um seine Gläubiger mit den Einnahmen aus dem Verkauf der Gefangenen als Sklaven zu befriedigen. Die von ihm gegründete Stadt Apurón (heute Santa Cruz de La Palma) wurde zum Sitz der neuen Verwaltung der Insel erklärt.

### Teneriffa

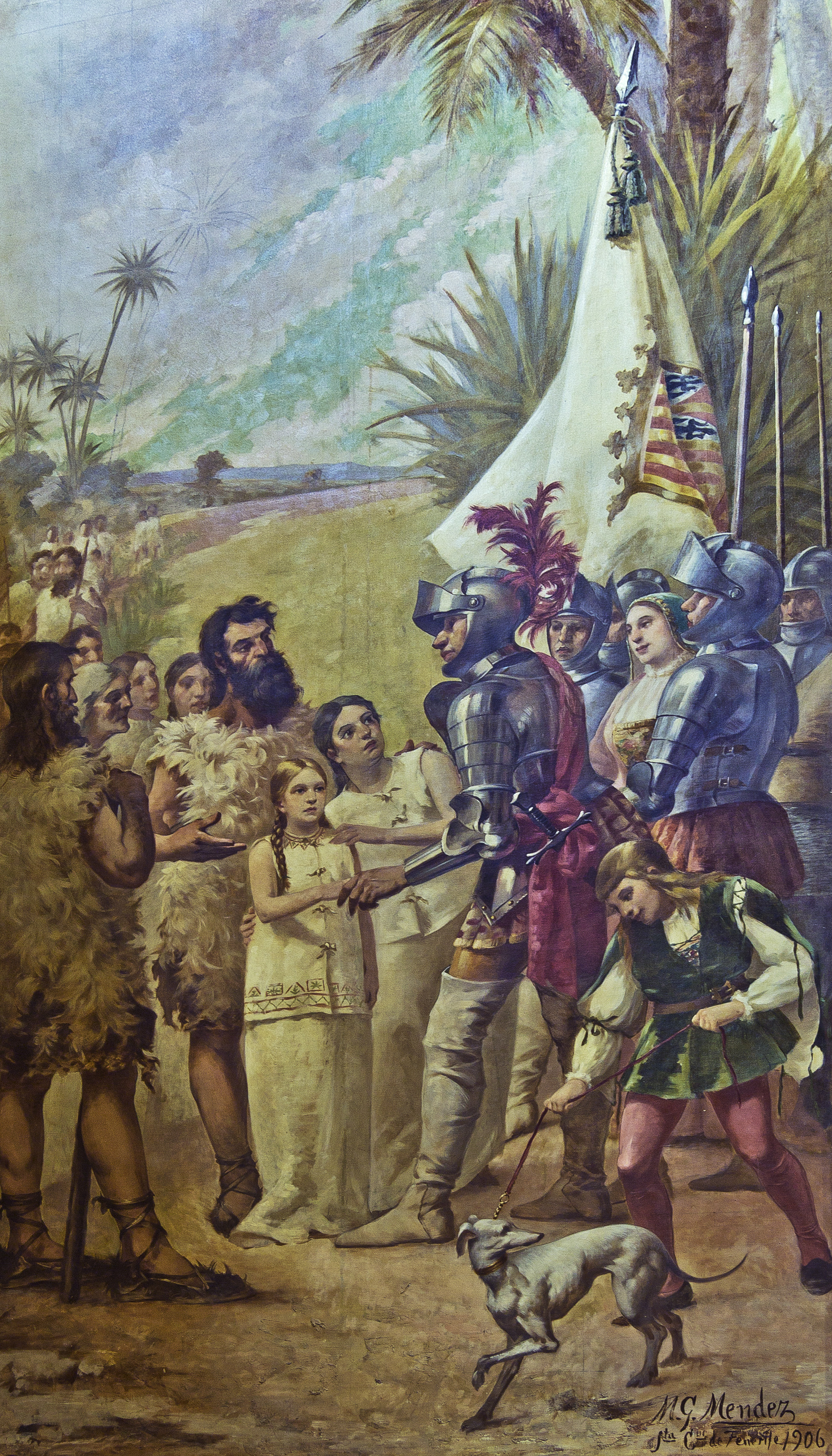
Das Bild „El Adelantado y los guanches“ stellt die Unterwerfung der Guanchen aus der Sicht des beginnenden 20. Jahrhunderts dar.

Nach der erfolgreichen Unterwerfung La Palmas schlossen die Katholischen Könige am 2. Februar 1494 mit Alonso Fernández de Lugo einen Vertrag über die Eroberung der Insel Teneriffa. Diese Eroberung sollte innerhalb von zehn Monaten abgeschlossen sein. Am 30. April 1494 verließen die Truppen Gran Canaria. Sie waren, wie schon die Truppen für das Unternehmen aus La Palma, von sevillanischen Geschäftsleuten ausgerüstet worden. An der Ausrüstung für das Unternehmen auf Teneriffa waren allerdings auch Kaufleute beteiligt, die ihren Sitz auf Gran Canaria hatten. Die Angaben über die Stärke der Truppe schwanken zwischen 1000 und 2000 Mann und 120 und 200 Pferden. Bei den für die Truppentransporte und die Lieferung des Nachschubs verwendeten Schiffen handelte es sich nicht um Kriegsschiffe, sondern um normale Handelsschiffe. Landeplatz war, wie schon bei früheren Eroberungsversuchen, der Strand von Añasa in der Bucht von Santa Cruz de Tenerife. Nicht weit von der Stelle der Landung wurde ein befestigtes Lager errichtet. Der Guanchen-Fürst (Mencey) von Güímar hatte früher verschiedentlich Kontakt zu spanischen Missionaren gehabt. Auf seinem Gebiet befand sich in einer Höhle die Kapelle mit der Figur der Jungfrau von Candelaria. Er gab Alonso Fernández de Lugo einige seiner Leute mit, die die Eroberer mit ihren Ortskenntnissen unterstützen sollten. Im Juni zog ein großer Teil der Eroberungsarmee erst in Richtung der heutigen Stadt La Laguna, dann weiter in Richtung der heutigen Stadt La Orotava. Im Barranco de Acentejo wurden die Kastilier von den Guanchen überrascht. Es kam zu einer erbitterten Schlacht, der ersten Schlacht von Acentejo, die als das Gemetzel von Acentejo (spanisch: La Matanza de Acentejo) bekannt wurde.
Die Reste der kastilischen Eroberungstruppe, etwa 200 Mann, meist verletzt, flüchteten sich an den Strand von Añasa. Unter ihnen Alonso Fernández de Lugo, der durch einen Stein im Gesicht verletzt worden war. Die Invasionstruppen verließen Teneriffa am 8. Juni 1494. Mit dabei waren einige der Guanchen aus Güímar, die Alonso Fernández de Lugo später in Spanien als Sklaven verkaufte.
Der Misserfolg beim ersten Versuch der Eroberung der Insel Teneriffa brachte Alonso Fernández de Lugo nicht von seinem Ziel ab, die Insel unter die Herrschaft der Krone von Kastilien zu bringen und die Einwohner zu guten Christen zu machen. Um einen neuen Eroberungszug zu unternehmen, benötigte er erhebliche Mittel. Er nahm Kontakt zum Herzog von Medina-Sidonia auf, der eine Truppe von 700 Mann unter dem Befehl von Bartolomé de Estopiñan aufstellte, die im Oktober 1495 Andalusien verließ. Alonso Fernández de Lugo verkaufte seinen gesamten Besitz, das Landgut mit der Zuckerfabrik und einer Mühle in Agaete, selbst den Schmuck seiner verstorbenen Frau und gründete mit den genueser Kaufleuten Mateo Viña und Francisco Palomar, dem Kleriker Nicolás Angelate sowie dem Kaufmann Guillermo de Blanco eine Handelsgesellschaft (compañia comercial) zur Eroberung der Insel Teneriffa. Darüber hinaus erhielt er von Verwandten aus Sevilla Kredite. Auf Wunsch der Königin Isabella I. schickten auch Inés Peraza, die Herrin der Inseln Lanzarote und Fuerteventura sowie Beatriz de Bobadilla (La Cazadora), die Herrin der Inseln Gomera und El Hierro Soldaten. Einige der Teilnehmer der Feldzüge nach La Palma sagten ihre Teilnahme mit einer Anzahl von ihnen besoldeter Soldaten zu, nach der Zusicherung, dass sie nach der Eroberung mit Land auf der Insel entschädigt würden.
Die etwa dreißig Schiffe, die Mitte November nach Añazo aufbrachen, hatten mehr als Tausend Soldaten und etwa 100 Pferde an Bord. Die erste Maßnahme nach der Landung war es, die Befestigungsanlage in Añaza (Santa Cruz) wiederherzustellen. Vermutlich am 13. November 1495 erreichten die Truppen des Alonso Fernández de Lugo ein Gebiet vor der heutigen Stadt La Laguna und verbrachten dort die Nacht. Am kommenden Morgen kam es zu einer erbitterten Schlacht, in der der Anführer der Kämpfer der Guanchen, der Mencey von Taoro Benitomo, getötet wurde. Die Truppen der Guanchen zogen sich zurück. Diese Schlacht wird heute als die Schlacht von Aguere bezeichnet. Nach dieser kehrten die Kastilier vorerst in ihr Lager in Añazo zurück. Sie erwarteten dort Nachschub an Lebensmitteln und eine Truppenverstärkung. Vermutlich am Weihnachtstag 1495 kam es dann in der Nähe des Ortes, an dem 1494 die erste Schlacht von Acentejo stattgefunden hatte, zur Zweiten Schlacht von Acentejo, bei der etwa 2000 Guanchen und 65 Spanier getötet wurden.
Nach dieser Schlacht ließ Alonso Fernández de Lugo ein Heerlager (spanisch: real) in der Nähe der heutigen Ortschaft Los Realejos am Westrand des Orotavatals einrichten. Geschwächt durch Krankheiten, die von den Spaniern eingeschleppt worden waren, dem Verlust ihrer bedeutendsten Führungspersönlichkeiten und die offensichtliche Übermacht der Kastilianer gaben die Guanchen den Kampf auf und unterwarfen sich in Los Realejos der Krone von Kastilien.
Direkt nach Abschluss der Eroberung begab sich Alonso Fernández de Lugo mit einigen Mitkämpfern/Geschäftspartnern und den besiegten Guanchenfürsten nach Spanien an den Hof der Katholischen Könige, der sich zu diesem Zeitpunkt in Almazán aufhielt. Alonso Fernández de Lugo machte dort seine Ansprüche geltend, die ihm aufgrund verschiedener Verträge mit der Krone zustanden. Am 5. November 1496 wurden von den Katholischen Königen eine Reihe von Dokumenten ausgestellt, die Alonso Fernández de Lugo als Gouverneur beriefen, die Regierung über die Insel Teneriffa auf Lebenszeit und vererblich auszuüben. Das Amt umfasste auch die Rechtsprechung in Zivil- und Strafsachen sowie das Recht zur Ernennung von örtlichen Richtern und Amtsträgern. Seine Rechte auf das Amt des Gouverneurs von La Palma wurden bestätigt. Er wurde ermächtigt, Ländereien auf den Inseln Teneriffa und La Palma im Namen der Krone zu verteilen.
Eine besondere Ehre wurde seinem ältesten Sohn Pedro Fernandez de Lugo Xuárez Gallinato zuteil: Er wurde mit Urkunde vom 20. Februar 1497 zum Pagen der Königin Isabella ernannt. Eine solche Ernennung war eigentlich Söhnen aus dem kastilischen Hochadel vorbehalten.
Nach seiner Rückkehr auf die Insel Teneriffa widmete sich Alonso Fernández de Lugo der wirtschaftlichen Entwicklung der Insel und dem Aufbau der Stadt San Cristóbal de La Laguna.
Im Jahr 1498 heiratete er Beatriz de Bobadilla (La Cazadora), die Witwe von Hernán Peraza (dem Jüngeren), Erbin der Herrschaft über La Gomera und El Hierro. Sie übte die Herrschaft für ihren minderjährigen Sohn Guillen Peraza de Ayala aus.

### Afrika
Die Teilnahme von Alonso Fernández de Lugo an Aktionen in Afrika ist nur schlecht belegt und wird von verschiedenen Historikern unterschiedlich dargestellt und bewertet.
Nach Abschluss des Vertrags von Alcáçovas im Jahr 1479 beriefen die Katholischen Könige den damaligen Gouverneur von Gran Canaria Antonio de Torres in eine Kommission, in der mit Portugal die inländischen Grenzen der Länder in der Nähe der Grenze der Einflusssphären dem Kap Bojador ermittelt werden sollten. In Santa Cruz del Mar Pequeña (auf dem Gebiet des heutigen Staates Marokko) wurde eine Befestigungsanlage gebaut, die einen kastilischen Handelsstützpunkt schützen sollte. Die Gouverneure von Gran Canaria waren üblicherweise die Oberbefehlshaber dieser Anlage.
Die Katholischen Könige beauftragten am 22. Juli 1501 Alonso Fernández de Lugo damit, an der afrikanischen Küste zwischen Cabo Aguer und Cabo Bojador drei Befestigungsanlagen zu bauen bzw. wieder instand zu setzen oder zu verstärken. Noch im Sommer 1501 segelte Alonso Fernández de Lugo an die heutige Küste Marokkos. Etwa fünf Leguas (rund 30 km) von Tagaos entfernt lag San Miguel de Saca. Hier ging Alonso Fernández de Lugo an Land. Es kam zu einer Schlacht mit einheimischen Berbertruppen, bei dem viele der Eroberer, offenbar auch einige enge Verwandte von Alonso Fernández de Lugo, getötet wurden. Er selbst wurde verletzt und konnte nach Tagaos entkommen, wo er mit den anderen Überlebenden der Schlacht von Saca zurück nach Teneriffa gelangte.

### Lebensende

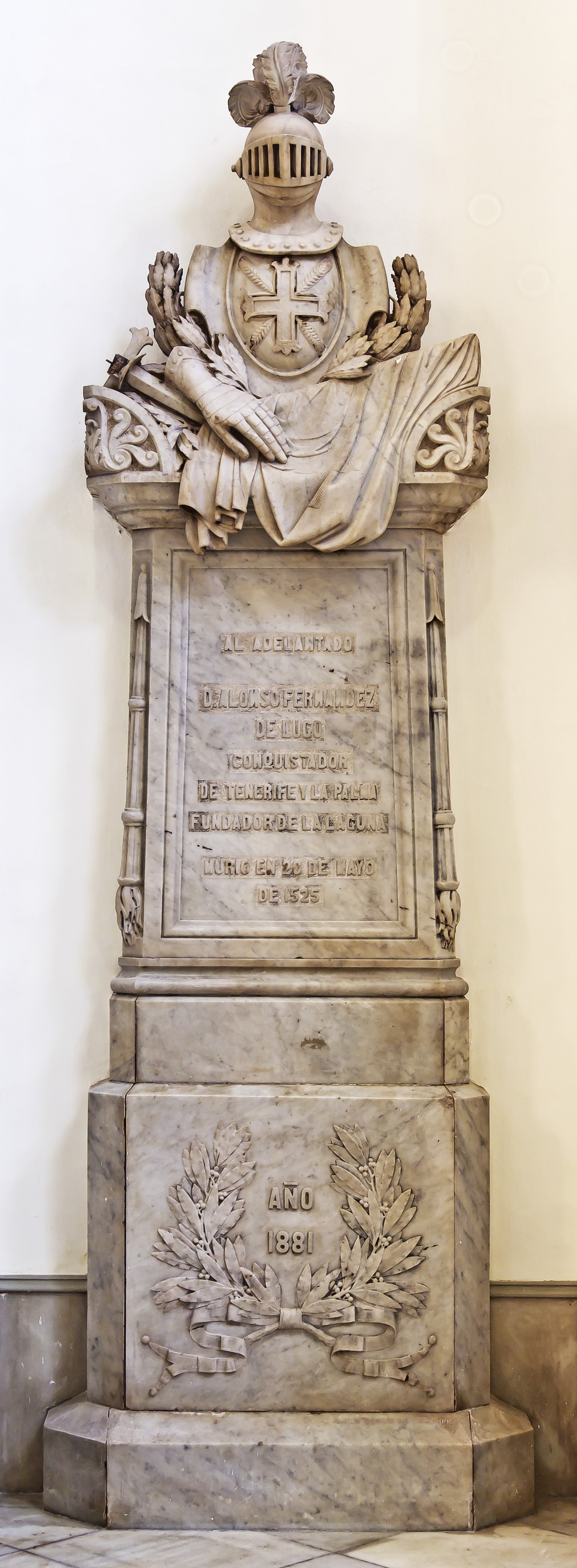
Gedenkstein in der Kathedrale von La Laguna in Teneriffa, in der sich heute die sterblichen Überreste von Alonso Fernández de Lugo befinden

Am 12. Januar 1503 wurde ihm der Titel Adelantado de las Canarias verliehen. Am 17. August 1519 wurde er von Karl I. in diesem Amt, das auf seinen Sohn übertragbar sein sollte, bestätigt. Es handelte sich hierbei nur um einen Ehrentitel. An der bisherigen Verteilung der Regierungsgewalt, der Rechtsprechung und dem militärischen Oberbefehl auf den kanarischen Inseln änderte sich dadurch nichts. Der Titel war mit einem Jahresgehalt von 100.000 Maravedí verbunden.
Nachdem seine zweite Frau Beatriz de Bobadilla (La Cazadora) am 3. November 1504 gestorben war, heiratete er im Jahr 1514 in dritter Ehe Juana Mesieres. Sie war eine Verwandte und Hofdame der Königin Germaine de Foix, der zweiten Ehefrau Ferdinand II. (Aragón). Aus der Ehe gingen zwei Kinder hervor, Constanza und Luisa.
Alonso Fernández de Lugo starb am 20. Mai 1525 in seinem Haus in San Cristóbal de La Laguna. Er wurde in der Kirche des von ihm gegründeten Klosters San Miguel de las Victorias beigesetzt. Das Kloster brannte im Jahr 1810 ab. Die Gebeine wurden 1860 exhumiert und in das Santuario del Cristo überführt. 1881 wurde ein neues Grabdenkmal geschaffen und die Gebeine in der Kathedrale von San Cristóbal de La Laguna erneut bestattet.